# 五つのモノローグ
『五つのモノローグ』（いつつのモノローグ）は、谷川俊太郎作詩、信長貴富作曲の男声合唱とピアノのための組曲である。
岡山大学男声合唱団コール・ロータス創立50周年記念委嘱作品。
2010年に作曲され、同年7月3日に岡山大学男声合唱団コール・ロータスOB会 創立50周年記念演奏会において、OB・現役合同ステージで初演された（指揮者／上月明、ピアノ／大池真理子）。

## 概要
作曲者が、幅広い世代によって歌われること、男声合唱であることの必然、男の声でしか表現できない内容を求めた結果、谷川俊太郎の比較的初期の詩集｢あなたに｣と｢うつむく青年｣より5つの詩が選択された。

## 曲目
1. 男の地図
2. 女に
3. 男の唄
4. 父の唄
5. 頼み

## 楽譜
男声合唱とピアノのための『五つのモノローグ』カワイ出版　ISBN 978-4-7609-1871-3